# Conférence internationale de la poste
La Conférence internationale de la poste est une conférence internationale sur la poste qui s'est tenue à Berne en 1874.

## Histoire
Sous l'impulsion du directeur du service postal de la Confédération de l'Allemagne du Nord, Heinrich von Stephan, la Conférence s'ouvrit à Berne le 15 septembre 1874 avec pour but de créer une organisation internationale postale et de standardiser les différents systèmes postaux des États membres de cette organisation.
Les représentants de vingt-deux pays discutèrent pendant plusieurs jours avant de signer, le 9 octobre le  traité de Berne (en) qui instaura la création de l'Union générale des postes. En souvenir de cette fondation, la « journée mondiale de la poste » est célébrée chaque 9 octobre depuis 1969,.